# Claude Émile Jean-Baptiste Litre
Claude Émile Jean-Baptiste Litre è un personaggio immaginario creato nel 1978 da Kenneth Woolner dell'Università di Waterloo per giustificare l'uso della L maiuscola per indicare il litro.
Il Sistema Internazionale (SI) di solito prevede l'uso della maiuscola solo quando un'unità prende il nome da una persona. Il carattere minuscolo l potrebbe essere difficile da distinguere dal carattere maiuscolo I o dalla cifra 1 in alcuni tipi di caratteri tipografici, pertanto sia il carattere minuscolo (l) che quello maiuscolo (L) sono consentiti come simbolo per il litro. Negli Stati Uniti, il National Institute of Standards and Technology raccomanda l'uso della lettera maiuscola L, una pratica seguita anche in altri paesi.
Woolner pubblicò il suo Pesce d'aprile nel numero di aprile 1978 di "CHEM 13 News", una newsletter di chimica per insegnanti. Secondo la bufala, Claude Litre sarebbe nato il 12 febbraio 1716, figlio di un produttore di bottiglie di vino. Durante la sua illustre carriera scientifica immaginaria, Litre avrebbe proposto un'unità di misura del volume che sarebbe stata incorporata nel Sistema internazionale dopo la sua morte nel 1778.
La bufala venne erroneamente pubblicata come vera nella rivista Chemistry International della IUPAC e successivamente ritrattata.